# Flamboyante æg
Flamboyante æg (sp. huevos a la flamenca) er en andalusisk specialitet. Navnet hentyder til rettens nærmest flammende udseende.
Den består af peberfrugter, løg og hvidløg, der svitses på en stegepande i olivenolie, samt skiver af chorizopølse, hakkede tomater og grøntsager som ærter, gulerødder. Det kogtes sammen og hældes i et lerfad. Fire æg slås ud og fadet sættes i en varm ovn, til æggene er stegt.
Pga. pølsen og tomaternes røde farve og spejlæggene øverst opnås et billede af flammende æg på en ildrød baggrund – heraf navnet.